# José Sangenís
José Sangenís es un futbolista español que jugó de portero. Debutó en 1939. Durante su juventud se fue a Barcelona con el fin de jugar fútbol. Pasada la Guerra civil española, huyó a México, donde ingresó al Club Deportivo Marte. Posteriormente estuvo 2 años en el Club de Fútbol Atlante, para luego pasar al Real Club España. Fue el maestro de Antonio Carbajal, pues en el Real Club España fue reserva y a su retiro entró Carbajal. Fue director técnico del Club Deportivo Llanes, al que llegó a hacer campeón. 

## Clubs
- Club Deportivo Marte (1939 - )
- Club de Fútbol Atlante (?)
- Real Club España (?)

- Datos: Q5945395